# テレヴァイズ
テレヴァイズ（Televise）は、イギリスのロック・バンド。2004年、スロウダイヴやロウゴールドの元ドラマーであるサイモン・スコットを中心に結成。2004年12月にシングル「Smile」でデビュー。2005年4月にEP『Outside Out』をリリースし、2006年3月にファースト・アルバム『ソングス・トゥ・シング・イン A&E』をリリース。デビュー・アルバム以降は、スコットのソロ・プロジェクトとなる。

## ディスコグラフィ

### アルバム
- 『ソングス・トゥ・シング・イン A&E』 - Songs to Sing in A&E （2006年）
- Strings and Wires （2007年） ※ミニLP
- Secret Valentine （2008年）
- Sometimes Splendid Confusion (2008年） ※ミニLP

### コンピレーション・アルバム
- Volume 3 （2008年）
- From Anywhere...to Anyone... （2008年）

### シングル、EP
- Outside Out EP （2005年）
- "I Don't Know Why" （2006年）
- "Radiation Sound / Underwater" （2007年）